# Pamusiai (okręg wileński)
Pamusiai (hist., pol. Pomusze) – wieś na Litwie położona w rejonie szyrwinckim okręgu wileńskiego, nad Mussą, 18 km na południowy zachód od Szyrwint.

## Historia

### Własność
Początkowo Pomusze było częścią klucza należącego do Czabiszek, będącego najprawdopodobniej własnością (od co najmniej od końca XVII wieku do co najmniej 1794 roku) rodziny Szwykowskich. Dobra te zostały kupione w 1815 roku (albo w 1794 roku) od spadkobierców Stefana Szwykowskiego, skarbnika powiatu trockiego przez Jana Chryzostoma Piłsudskiego (1777–1837) herbu Kościesza.
Prawdopodobnie po 1800 roku Pomusze zostało wydzielone z klucza i przez ostatnie kilkadziesiąt lat przed 1939 rokiem należało do rodziny Kwiatkowskich.

### Przynależność administracyjna
| rok   | liczba ludności |
| ----- | --------------- |
| ~1885 | 21 mk. katol    |
| 1905  | 189             |
| 1923  | 241             |
| 1942  | 227             |
| 1959  | 153             |
| 1970  | 136             |
| 1979  | 91              |
| 1989  | 15              |
| 2001  | 13              |
| 2011  | 10              |

- W I Rzeczypospolitej – powiat wileński w województwie wileńskim Rzeczypospolitej[2];
- po III rozbiorze Polski (od 1795 roku) majątek należał do gminy Giełwany w powiecie wileńskim (ujeździe) guberni wileńskiej (w latach 1797–1801 guberni litewskiej) Imperium Rosyjskiego[1];
- w II Rzeczypospolitej – 7 czerwca 1919 roku gmina Giełwany weszła w skład utworzonego pod Zarządem Cywilnym Ziem Wschodnich okręgu wileńskiego[5][6], przejętego 9 września 1920 roku przez Tymczasowy Zarząd Terenów Przyfrontowych i Etapowych[7]. Po demarkacji granic Litwy Środkowej w 1920 roku wieś z gminą weszła w skład Litwy Kowieńskiej; w 1922 roku nie została przyłączona do Polski[8];
- od 1922 roku wieś należała do Litwy, która w okresie 1940–1990, jako Litewska Socjalistyczna Republika Radziecka, wchodziła w skład ZSRR;
- od 1990 roku wieś leży na terenie niepodległej Litwy.

## Dwór
Tutejsi dziedzice wznieśli w pierwszej połowie XIX wieku drewniany dworek kryty wysokim, gontowym czterospadowym dachem, nad którym górował jeden wielki zbiorczy komin. Przed domem był obszerny, niezadrzewiony dziedziniec. Wejście do domu stanowił ganek o czterech filarach podpierających trójkątny szczyt. Ściany nie były potynkowane. Otwory okienne i drzwiowe były pomalowane na biało.
Po drugiej stronie dziedzińca, naprzeciwko dworu była murowana brama wjazdowa, w formie 4 filarów. Dom otaczał niewielki ogród, w którym rosły drzewa owocowe i ozdobne. 
Majątek Pomusze został opisany w 4. tomie Dziejów rezydencji na dawnych kresach Rzeczypospolitej Romana Aftanazego.